# Kwakiutl
'Kwakiutl' ou Kwakwaka'wakw (pronuncia-se ['kwagyut]; Kwakiutl é o termo tradicionalmente utilizado pelo governo e pessoas de fora enquanto que "Kwakwaka'wakw" é como os membros se designam) é um povo oriundo da Ilha de Vancouver, no Canadá.
A língua falada pelo povo Kwakwaka'wakw é o Kwakwala, sendo que existem variações entre os vários grupos e famílias.
As terras tradicionais do povo Kwakwaka'wakw fica parte no nordeste da Ilha de Vancouver, na costa do Oceano Pacífico do Canadá e em uma região da costa continental, no outro lado do estreito, diretamente na mesma altura de suas terras na Ilha de Vancouver. Foram objeto sistemático de pesquisas do antropólogo Franz Boas.
A antropóloga Ruth Benedict descreve alguns de seus costumes no livro Padrões de Cultura.